# 中村世渚
中村 世渚（なかむら せな、2005年3月4日  ）は、日本の子役である。セントラル子供タレント所属。

## 出演

### テレビドラマ
- 大河ドラマ「天地人」（NHK)
- ドン★キホーテ第9話（2011年9月10日、日本テレビ) - 村松隼 役
- 木曜ナイトドラマ「LOVE GAME」（2009年4月23日 - 7月16日、日本テレビ） - 滝沢光太郎 役
- オルトロスの犬（2009年7月24日 - 9月25日、TBS） - 男の子 役
- 徳光和夫の感動再会 逢いたい（TBS）
- 金曜プレステージ愛はみえる〜全盲夫婦に宿った小さな命（2010年9月3日、フジテレビ）男の子 役
- ドクター小石の事件カルテ5（2009年4月17日、フジテレビ） - 奥山倫子（演：伊藤かずえ）の息子 役
- 小児救命（2008年10月16日 - 12月18日、テレビ朝日） - 翔 役

### 映画
- 沈まぬ太陽
- 放送禁止2 - 雷智 役
- ゲゲゲの鬼太郎2

### CM
- キヤノン「PIXUS」
- 日本たばこ産業「取り組み紹介」
- スズキ「パレット」
- イケア
- 任天堂「DSアンパンマンとタッチでわくわくトレーニング」
- ユニ・チャーム「オヤスミマン」
- パナソニック「ビエラ」
- ソニー生命保険